# Ana Néri
Anna Justina Ferreira Nery, mais conhecida por Anna Nery ou Ana Néri (Cachoeira, 13 de dezembro de 1814 — Rio de Janeiro, 20 de maio de 1880), foi uma enfermeira e voluntária de guerra brasileira, pioneira da enfermagem no Brasil.
Também conhecida como A Mãe dos Brasileiros, apelido compartilhado com Maria Leopoldina da Áustria e Teresa Cristina de Bourbon-Duas Sicílias e primeira enfermeira voluntária do país, Anna abandonou sua vida confortável em Salvador para acompanhar e cuidar dos soldados brasileiros nos campos de batalha da Guerra do Paraguai (1864-1870). Sua atuação não apenas salvou vidas, mas também ajudou a estabelecer os alicerces da profissão de enfermagem no Brasil.
Em sua homenagem, o nome Anna Néri foi eternizado em instituições de ensino e em eventos relacionados à enfermagem, simbolizando a humanização e o compromisso ético na prática da profissão.

## Biografia
Anna nasceu em 13 de dezembro de 1814, na Vila de Nossa Senhora do Rosário do Porto de Cachoeira, no prédio n.º 97 da antiga Rua da Matriz, sendo batizada no dia 25 de março de 1815, na Igreja da Matriz, com o nome de Ana Juslina Ferreira, pelo Padre Carlos Melequiades do Nascimento. Era filha de José Ferreira de Jesus e Luísa Maria das Virgens.
Anna tinha quatro irmãos: Manoel Jeronymo Ferreira, tenente-coronel que comandou o 10º Batalhão de Voluntários da Pátria; Joaquim Mauricio Ferreira, tenente-coronel que comandou o 41º Batalhão de Voluntários da Pátria; Ludgerio Rodrigues Ferreira, médico; e Antpnio Benicio Ferreira, conceituado corretor em Cachoeira.
Educada em casa, Anna seguiu os ditames da época e se casou aos 23 anos, em 15 de maio de 1838, com o capitão-de-fragata Isidoro Antônio Nery, nascido em Lisboa, em 5 de setembro de 1800. O casal teve três filhos: Justiniano de Castro Rebêllo (fevereiro de 1839); Isidoro Antônio Néri (24 de março de 1841); e Pedro Antônio Néri (13 de maio de 1842). Entretanto, o casal não passava muito tempo juntos. Isidoro passava longos períodos longe de casa, no comando de sua embarcação, navegando por toda a parte do território nacional. Isidoro morreu em 5 de julho de 1843, aos 43 anos de idade, acometido por súbita enfermidade.
Viúva aos 29 anos de idade, com três filhos pequenos, o mais velho com 5 anos de idade, Anna ganhou uma vida autônoma e independente, cheia de responsabilidades. Mudou-se então para Salvador, a fim de garantir os estudos dos filhos, onde permaneceu no anonimato até sua inserção no contexto da Guerra do Paraguai.

### Guerra do Paraguai
Em meados do século XIX, Anna vivia com dois de seus filhos mais jovens na cidade de Salvador. Todos os seus filhos seguiram o serviço militar. Com a entrada do Brasil na Triplice Aliança, juntamente com o Uruguai e a Argentina em 1865, Anna, aos 51 anos, viu seus filhos partirem para a guerra contra o Paraguai e, em uma carta destinada ao presidente da Província da Bahia, Manuel Pinto de Souza Dantas, datada de 08 de agosto de 1865, ofereceu-se para servir aos feridos de guerra:
| “ | Illm. Exm. Sr.: Tendo jâ marchado para o exercito dois de meus filhos, alem de um irmão e outros parêntes, e havendo se offerecido o que me restava nesta cidade, alluno do 6i anno de Medicina, para também seguir a sórte de seus irmãos e parêntes, na defesa do pais, offerecendo seus serviços médicos, - como brasileira, não podendo ser indifferênte aos sofrimentos dos meus compatriótas, e, como mãe, não podendo resistir à separação dos objectos que me são caros, e por uma tão longa distância, desejava acompanhai-os portoda a parte, mesmo no theatro da guerra, si isso me fosse permittido; mas oppondo-se a este meu desejo a minha posição e o meu séxo, não impédem, todavia, estes dois motivos, que eu offereça os meus serviços em qualquer dos hospitais do Rio Grande do Sul, onde se façam precisos, com o que satisfarei ao mêsmo tempo os impulsos de mãe, e os deveres da humanidade para com aquelles que óra sacrificam suas vidas pela honra e brio naciónais e intégridade do Império. Digne-se V. Ex. de acolher benigno este meu espontãneo offerecimênto, ditâdo tão sómente pela vóz do coração. Bahia, 8 de agosto de 1865. Deus Guarde a V. Ex. Illm. e Exm. Sr. Dr. Manuel Pinto de Souza Dantas - Mui digno Presidente desta província.- D. Anna Justina Ferreira Néri | ” |

Não se sabe qual era seu nível de conhecimento e experiência no ofício da enfermagem. O que se sabe é que, em meados do século XIX, foram fundadas várias associações de caridade em Salvador, como a Sociedade das Damas de Caridade, que reunia mulheres de camadas elevadas da sociedade local, que auxiliavam no serviço das Irmãs de São Vicente de Paulo, responsáveis pela maior parte das obras caridosas femininas da cidade. Entre as atividades das voluntárias estavam as visitas aos pobres, o cuidado em domicílio de doentes e fundação de colégios. Anna era chamada de "a grande irmã de caridade leiga", ainda que não se tenha certeza se ela participou ativamente de algumas dessas obras.
A resposta do presidente da Província da Bahia ao apelo de Anna foi breve, sendo expedidas ordens ao Conselheiro Comandante das Armas para que ela fosse contratada como primeira enfermeira.
| “ | O rasgo do patriotismo e de abnégação com que VM., depois de ter visto seguir para o campo de guerra, em que se acha empenhado o pais, um irmão e dois filhos, e agóra o terceiro, como médico, se offeréce para, acompanhando-os em tão n6bre missão, prestar os serviçoS de humanidáde compatíveis com o seu séxo e idade, nos hospitais do Rio Grande do Sul, não póde deixar de ser benevolente acolhido por esta Presidência, que folga de louvar os sentimêntos com que VM., por êsse ácto tão importante e digno de inveja, se toma recommendável ao pais. Aceito, pois tão espontaneo offerecimento, e vão ser expedidas ordens ao Conselheiro Commandante das Armas, com quem se entenderá VM. para ser contractada como primeira enfermeira, e brévemente seguir para o Rio de Janeiro. | ” |

Cinco dias depois, no dia 13 de agosto de 1865, Anna embarcou de Salvador para os campos de batalha, incorporada ao décimo batalhão de voluntários em agosto de 1865, na qualidade de enfermeira. No Rio Grande do Sul, Anna teria tido lições de enfermagem com as Irmãs da Caridade de São Vicente de Paulo, assim como tivera um curto estágio em Salto, Argentina, onde existiam grandes depósitos de sangue e hospitais onde os feridos dos últimos combates convalesciam.
O título "Mãe dos Brasileiros foi conferido pelos obreiros da glória (soldados), segundo a obra de Rozendo Moniz Barreto, no Poemeto Histórico "A Mãe dos Brasileiros". Nesta obra, de 22 páginas manuscritas, o autor em versos, afirma com convicção a caridade de Anna Nery, tendo sido testemunho do auxílio que esta prestava aos enfermos.
Prestou serviços ininterruptos nos hospitais militares Corrientes, Humaitá e Assunção, bem como nos hospitais da frente de operações. Anna perdeu o filho mais velho, Justiniano de Castro Rebêllo, e o sobrinho Arthur Rodrigues Ferreira na guerra. Com o fim dos conflitos em 1870, Anna retorna ao Brasil, regressando à sua cidade natal, à bordo do vapor Arinos, onde lhe foram prestadas grandes homenagens. O governo imperial concedeu-lhe a Medalha Geral da Campanha do Paraguai e a Medalha Humanitária de primeira classe.
Anna mudou-se para o Rio de Janeiro em algum momento após seu retorno, onde seu filho, Pedro Antônio Néri, capitão do Exército, foi alocado. Morava em uma casa confortável na Rua Senador Eusébio, n.º 290, no Flamengo.

## Morte
Anna Nery adoeceu no começo de 1880 e morreu na cidade do Rio de Janeiro aos 65 anos, em 20 de maio do mesmo ano. Seus restos mortais estão hoje abrigados no Memorial Anna Néri, em sua antiga casa em sua cidade natal.

## Homenagens

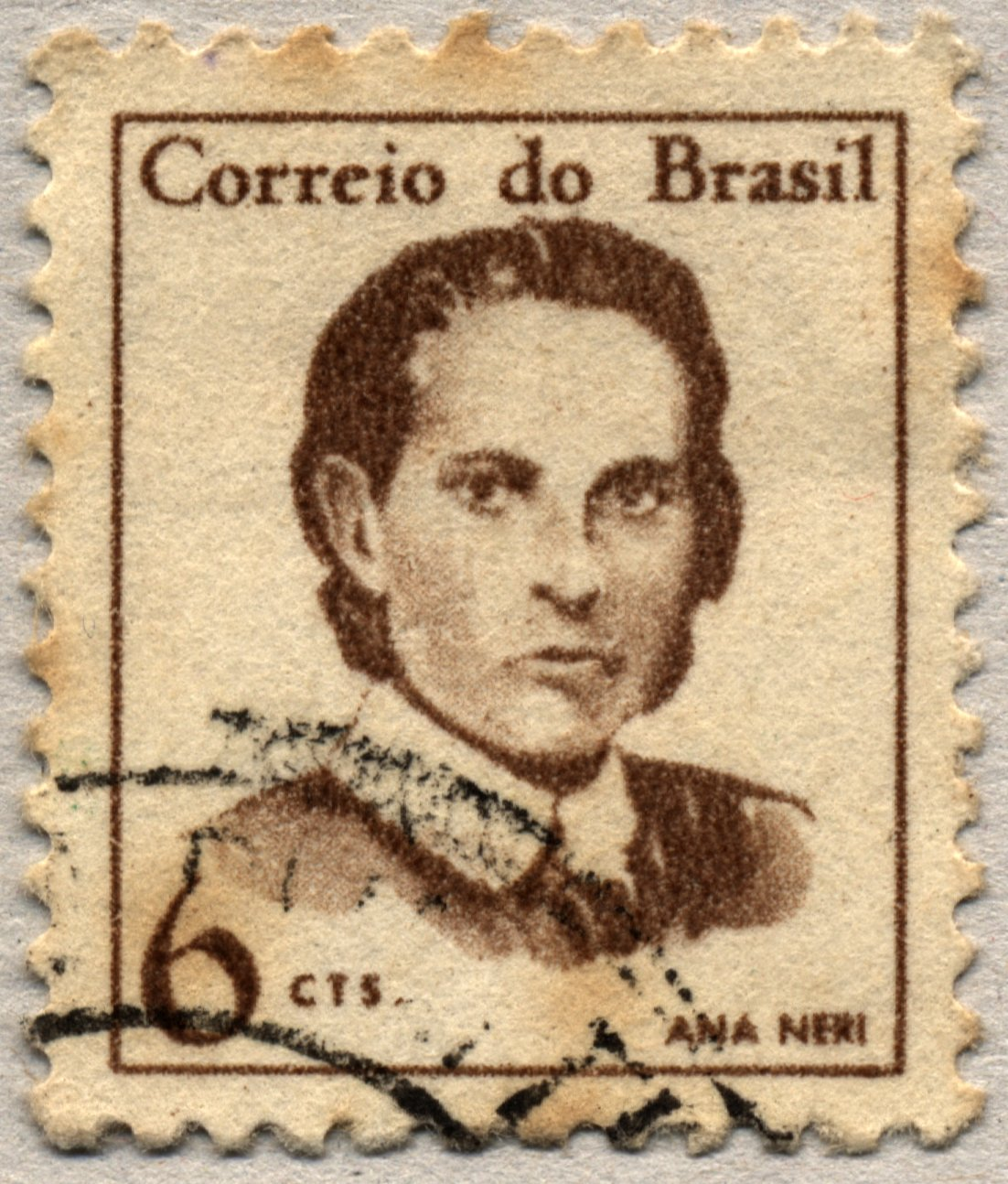
Selo de Ana Neri

Em sua homenagem, em 1926 a Escola de Enfermeiras do Departamento Nacional de Saúde foi denominada Escola de Enfermeiras D. Anna Nery, a atual Escola de Enfermagem Anna Nery (EEAN), vinculada a Universidade Federal do Rio de Janeiro (UFRJ). Foi a primeira escola de enfermagem no Brasil.
Em 1938, o presidente Getúlio Vargas, assinou o Decreto n.º 2 956, que instituía o "Dia do Enfermeiro", a ser celebrado a 12 de maio, devendo nesta data ser prestadas homenagens especiais à memória de Anna Nery, em todos os hospitais e escolas de enfermagem do país.
Em 2009, por intermédio da Lei n.º 12 105, de 2 de dezembro de 2009, Anna Justina Ferreira Nery foi a primeira mulher a entrar para o Livro dos Heróis e das Heroínas da Pátria, depositado no Panteão da Liberdade e da Democracia, em Brasília - Distrito Federal.
Além das inúmeras homenagens que Ana Néri recebeu, em 1967 a Empresa Brasileira de Correios e Telégrafos (ECT) lançou um selo comemorativo com o busto da enfermeira numa série de personalidades femininas com relevo histórico.
A Petrobrás batizou uma das plataformas do Plano de Revitalização do Campo de Marlim, na Bacia de Campos, de FPSO Anna Nery.
A casa em que Ana Nery nasceu foi tombada pelo Instituto do Patrimônio Histórico e Artístico Nacional (IPHAN) em 1941 e, em 1952 foi incorporada ao Patrimônio Histórico do Estado da Bahia.